# 프랑스 해방
프랑스 해방(프랑스어: libération de la France)은 제2차 세계대전에서 연합군, 런던과 알제의 자유 프랑스군, 프랑스 레지스탕스의 외교, 정치, 연합군 노력을 통해 달성되었다.
나치 독일은 1940년 5월 프랑스를 침공했다. 거의 무방비 상태인 아르덴을 통과한 나치 독일의 급속한 진격은 프랑스 정부에 위기를 초래했다. 프랑스 제3공화국은 7월에 해체되었고, 제1차 세계대전의 노령 영웅인 필리프 페탱 원수에게 절대 권력을 넘겨주었다. 페탱은 독일군이 점령한 프랑스 북부와 서부와 휴전 협정을 체결했다. 헌법 당국을 소집하는 임무를 맡은 페탱은 대신 리브레 남부 지역("자유 구역")의 온천 마을 비시에서 권위주의 정부를 설립했다. 명목상으로는 독립적이었지만 비시 프랑스는 협력 정권이 되었고 유대인 추방에 적극적으로 참여하는 나치 종속국에 지나지 않았다.
1940년 6월 22일 프랑스가 항복하기 전에도 샤를 드골 장군은 런던으로 도망쳐 동료 시민들에게 독일군에 저항할 것을 촉구했다. 영국은 런던에 본부를 둔 드골의 자유 프랑스 망명정부를 인정하고 자금을 지원했다. 프랑스를 해방시키려는 노력은 1940년 가을, 아직 비시 정권이 장악하고 있던 아프리카의 프랑스 식민제국에서 시작되었다. 드골 장군은 프랑스 차드가 자유 프랑스를 지지하도록 설득했고, 1943년에는 적도와 북아프리카에 있는 대부분의 다른 프랑스 식민지도 그 뒤를 따랐다. 드골은 자유 프랑스의 수도가 된 브라자빌에서 제국방위협의회를 결성한다고 발표했다.
유럽 북서부에서 연합군의 군사적 노력은 1944년 여름 두 차례의 프랑스 해상 침공으로 시작되었다. 1944년 6월 오버로드 작전은 프랑스 기갑사단을 포함해 200만 명의 병력을 노르망디 해변을 통해 상륙시켜 독일에 대항하는 서부 전선을 열었다. 8월 용기병 작전은 프랑스 B군을 포함한 두 번째 공세를 알제리에서 프랑스 남부로 진격시켰다. 프랑스의 여러 도시가 해방되었고 심지어 파리도 1944년 8월 25일에 해방되었다. 해방이 진행됨에 따라 저항군이 연합군에 편입되었다. 9월, 연합군의 진격으로 페탱과 비시 정권의 잔존자들이 위협을 받고 독일로 망명했다. 연합군은 계속해서 독일군을 프랑스 동부를 거쳐 1945년 2월과 3월에 라인강을 건너 독일로 밀어냈다. 1945년 5월 8일 전쟁이 끝날 때까지 소수의 독일 저항군이 대서양의 주요 항구를 장악했다.
해방 직후 프랑스는 독일인과의 관계가 의심되는 여성에 대한 수치심을 포함하여 협력자로 의심되는 사람들에 대한 처형, 폭행, 비하의 물결에 휩싸였다. 1944년 6월에 설립된 법원은 비시나 군사 점령과 연관되어 오염된 관리들을 대상으로 합법화(공식 숙청)를 실시했다. 일부 피고인은 사형 선고를 받고 총살형을 선고받았다. 1940년 이후 첫 번째 선거는 1945년 5월 임시정부에 의해 조직되었다. 이번 지방선거는 여성이 투표할 수 있는 최초의 선거였다. 1946년 10월 국민투표에서 유권자들은 새로운 헌법을 승인했고 1946년 10월 27일 제4공화국이 탄생했다.

## 같이 보기
- 유럽의 제2차 세계 대전 종전
- 전후 경제호황